# Band-Maid
Band-Maid – japoński zespół hard rockowy powstały w 2013 roku, składający się z wokalistki Saiki Atsumi, gitarzystki/wokalistki Miku Kobato, gitarzystki prowadzącej Kanami Tōno, basistki Misy i perkusistki Akane Hirose. Zespół łączy rockowe brzmienie z wizerunkiem pokojówki wzorowanym na japońskich kawiarniach pokojówek. Od wydania albumu Unseen World w 2021 roku, jest związany z wytwórnią Pony Canyon.
19 października 2016 r. zespół koncertował w Klubie Hydrozagadka w Warszawie.

## Obecni członkowie
- Miku Kobato: gitara, wokal prowadzący
- Kanami Tōno: gitara
- Akane Hirose: perkusja
- Misa: gitara basowa
- Saiki Atsumi: wokal prowadzący

## Dyskografia

### Albumy studyjne
- Maid in Japan (2014)
- New Beginning (2015)
- Brand New Maid (2016)
- Just Bring It (2017)
- World Domination (2018)
- Conqueror (2019)
- Unseen World (2021)
- Epic Narratives (2024)

### Minialbumy
- Band-Maiko (2019)
- Unleash (2022)